# Bhokardan
Bhokardan è una città dell'India di 16.950 abitanti, situata nel distretto di Jalna, nello stato federato del Maharashtra. In base al numero di abitanti la città rientra nella classe IV (da 10.000 a 19.999 persone).

## Geografia fisica
La città è situata a 20° 16' 0 N e 75° 46' 0 E e ha un'altitudine di 586 m s.l.m..

## Società

### Evoluzione demografica
Al censimento del 2001 la popolazione di Bhokardan assommava a 16.950 persone, delle quali 8.903 maschi e 8.047 femmine. I bambini di età inferiore o uguale ai sei anni assommavano a 2.931, dei quali 1.570 maschi e 1.361 femmine. Infine, coloro che erano in grado di saper almeno leggere e scrivere erano 10.583, dei quali 6.228 maschi e 4.355 femmine.